# Clarice Starling – Das Erwachen der Lämmer
Clarice Starling – Das Erwachen der Lämmer (original: Clarice) ist eine US-amerikanische Fernsehserie, die eine Fortsetzung zum Film Das Schweigen der Lämmer darstellt.
Die titelgebende Hauptrolle spielte die Australierin Rebecca Breeds.
Die Serie wurde am 11. Februar 2021 auf CBS uraufgeführt und nach einer Staffel eingestellt.

## Handlung
FBI-Agentin Clarice Starling wird auf Bitten der Justizministerin Ruth Martin wieder in den Außendienst versetzt, um gemeinsam mit einer neuen Taskforce weitere Serienmörder zu fassen.
Parallel versucht erstere ihr durch Buffalo Bill erlittenes Trauma zu verarbeiten.

## Besetzung und Synchronisation
Die deutschsprachige Synchronisation entstand bei der Arena Synchron GmbH in Berlin unter der Dialogregie von Olaf Reichmann.
| Rolle            | Schauspieler      | Folgen         | Synchronsprecher |
| Hauptbesetzung   | Hauptbesetzung    | Hauptbesetzung | Hauptbesetzung   |
| ---------------- | ----------------- | -------------- | ---------------- |
| Clarice Starling | Rebecca Breeds    | 1–13           | Laura Elßel      |
| Paul Krendler    | Michael Cudlitz   | 1–13           | Matthias Klie    |
| Tomas Esquivel   | Lucca de Oliveira | 1–13           | Tobias Diakow    |
| Shaan Tripathi   | Kal Penn          | 1–13           | Tobias Nath      |
| Murray Clarke    | Nick Sandow       | 1–13           | Bernd Vollbrecht |
| Ardelia Mapp     | Devyn A. Tyler    | 1–13           | Maria Koschny    |
| Catherine Martin | Marnee Carpenter  | 1–13           | Melinda Rachfahl |

| Rolle                    | Schauspieler    | Folgen         | Synchronsprecher   |
| Nebenbesetzung           | Nebenbesetzung  | Nebenbesetzung | Nebenbesetzung     |
| ------------------------ | --------------- | -------------- | ------------------ |
| Ruth Martin              | Jayne Atkinson  | 1–2, 6, 13     | Susanne von Medvey |
| Anthony Herman           | David Hewlett   | 4, 8, 10-13    | Stefan Krause      |
| Therapeut                | Shawn Doyle     | 1–2            | Johannes Berenz    |
| Lucas Novak              | Tim Guinee      | 2              | Olaf Reichmann     |
| Agent Garrett            | K. C. Collins   | 4, 7–9, 11     | Florian Clyde      |
| Jame „Buffalo Bill“ Gumb | Simon Northwood | 1, 4-5, 10     |                    |

## Produktion
Bereits im Januar 2020 wurden Alex Kurtzman und Jenny Lumet beauftragt, eine Fortsetzung zu Das Schweigen der Lämmer zu entwickeln.
Der Pilotfilm konnte aufgrund der COVID-19-Pandemie erst im September 2020 gedreht werden.
Aufgrund der besonderen Rechtslage zwischen Metro-Goldwyn-Mayer und der Dino de Laurentiis Company durfte weder der Name Hannibal Lecter noch eine Anspielung auf diesen innerhalb der Serie fallen.
Als Hauptrolle wurde im Februar 2020 Rebecca Breeds gecastet; im späteren Verlauf schlossen sich weitere Hauptdarsteller an.
Im November 2020 schlossen sich weitere Darsteller der wiederkehrenden Besetzung an, darunter Jayne Atkinson als Ruth Martin, welche im Film von Diane Baker gespielt wurde.
Im Juni 2021 wurde die Serie offiziell eingestellt, nachdem vorher noch versucht worden war, sie an den Streamingdienst Paramount+ zu verkaufen.

## Episodenliste
| Nr. (ges.) | Nr. (St.) | Deutscher Titel           | Originaltitel                       | Erstausstrahlung | Deutschsprachige Erstveröffentlichung (D) | Regie             | Drehbuch                               |
| ---------- | --------- | ------------------------- | ----------------------------------- | ---------------- | ----------------------------------------- | ----------------- | -------------------------------------- |
| 1          | 1         | Ein Jahr danach           | The Silence Is Over                 | 11. Feb. 2021    | 9. März 2022                              | Maja Vrvilo       | Jenny Lumet & Alex Kurtzman            |
| 2          | 2         | Auf schmalem Grat         | Ghosts of Highway 20                | 18. Feb. 2021    | 9. März 2022                              | Doug Arniokoski   | Elizabeth J. B. Klaviter & Kenneth Lin |
| 3          | 3         | Hinter verschlossener Tür | Are You Alright?                    | 25. Feb. 2021    | 9. März 2022                              | Doug Arniokoski   | William Harper                         |
| 4          | 4         | Ein Sündenbock            | You Can’t Rule Me                   | 4. März 2021     | 16. März 2022                             | Chloe Domont      | Gabriel Ho & Lydia Teffera             |
| 5          | 5         | Allein                    | Get Right with God                  | 11. März 2021    | 16. März 2022                             | Chloe Domont      | Tess Leibowitz                         |
| 6          | 6         | Die Last der Erinnerung   | How Does It Feel to Be So Beautiful | 1. Apr. 2021     | 23. März 2022                             | Wendey Stanzler   | Kenneth Lin & Celena Cipriaso          |
| 7          | 7         | Die dunkle Seite          | Ugly Truth                          | 8. Apr. 2021     | 23. März 2022                             | Wendey Stanzler   | William Harper                         |
| 8          | 8         | Das Hornissennest         | Add-a-Bead                          | 6. Mai 2021      | 29. März 2022                             | Deborah Kampmeier | Boo Killebrew                          |
| 9          | 9         | Mehr Fragen als Antworten | Silence Is Purgatory                | 13. Mai 2021     | 29. März 2022                             | Deborah Kampmeier | Eleanor Jean                           |
| 10         | 10        | Verletzt                  | Motherless Child                    | 3. Juni 2021     | 5. Apr. 2022                              | Chris Byrne       | William Harper                         |
| 11         | 11        | Ein Mosaik                | Achilles Heel                       | 10. Juni 2021    | 5. Apr. 2022                              | Chris Byrne       | Elizabeth Klaviter & Lydia Teffera     |
| 12         | 12        | Wütend                    | Father Time                         | 17. Juni 2021    | 13. Apr. 2022                             | DeMane Davis      | Kenneth Lin                            |
| 13         | 13        | Entscheidung              | Family Is Freedom                   | 24. Juni 2021    | 13. Apr. 2022                             | DeMane Davis      | Jenny Lumet & Alex Kurtzman            |